# Гуруев, Чингис Цыренович
Чинги́с Цыре́нович Гуру́ев (род. 27 сентября 1945, у. Куорка, Кижингинский район, Бурят-Монгольская АССР) ― советский бурятский артист, писатель, поэт, журналист, Заслуженный артист Бурятской АССР (1976), Народный артист Бурятской АССР (1990), Заслуженный артист Российской Федерации (2010), член-корреспондент Петровской Академии наук и искусств, актёр Бурятского государственного академического театра драмы имени Хоца Намсараева.

## Биография
Родился 27 сентября 1945 года в улусе Куорка, Кижингинский район, Бурят-Монгольская АССР.
В 1969 году окончил  Ленинградский государственный институт театра, музыки и кинематографии (ЛГИТМиК), в том же году начал служить в Бурятском академическом театре драмы имени Хоца Намсараева.
Более чем за 40 лет работы в театре Гуруев сыграл около ста ролей, среди них такие, как: Ричард в пьесе «Страна Айгуль» (Мустай Карим), Князь в «Ээдрээ» (Намдаг), Мулла в шляпе в «Красивой» (Мухтаров), Мечеткин «Прошлым летом в Чулимске» (А. Вампилов), герцог Орсино, Сэр Эндрю Эгьючик в «Двенадцатой ночи», эльф Оберон в «Сон в летнюю ночь» (В. Шекспир), Мамаев в «Ленушке» (Л. Леонов), Лисичкин в «Дочери русского актера» (П.Григорьев), Глеб в пьесе «Власть» (А. Софронов), Тушалов в «Волшебной даче на аршане» (А. Ангархаев), Костя в «Беседах при ясной луне» (В. Шукшин), Дамдин Цыренов в «Гайхалтайхан ушар» (Д. Дылгиров), министр Витте, лама Цугольского дацана в «Похищенном счастье» (Д.Батожабай).
В 1969 и 1986 годах сыграл роли Далай Баяна, Жалбуу и Галдан Ноена в спектакле монгольского драматурга Ч.Ойдоба «Далан худалч». В комедии Цырена Шагжина «Черт в сундуке» создал образ хитрого Хасара. Талант Чингиса Гуруева подкреплен его яркими внешними данными. Артист пластичен и обаятелен.
Гуруев сыграл немало сказочных героев в детских спектаклях: Кохинур из «Оловянных колец Альманзора» (Т. Габбе), Дуремар в «Золотой ключик или новые приключения Буратино» стали любимыми у юных зрителей.
Чингис Гуруев, кроме актерского таланта,  обладает поэтическим даром. Написал шесть поэтических сборников: «Харгы» («Дороги») −1975, «Үндэр тэнгэри» («Высокое небо») — 1985, «Хэбэд номхон Хэжэнгэмни» ("Родная моя Кижинга«)-1995, «Улаан хада» («Красная гора») — 2002, «Үлзы хэшэг» («Благоденствие»- 2003), «Хуһахан» («Березка») −2005.
Многие его стихи стали популярными песнями в народе, такие как «Хуһан», «Джарун Хашарай субарга», «Дала наһанай далай» и другие. Лучшие произведения Чингиса Гуруева внесены в учебные пособия и хрестоматии для учащихся бурятских школ. В 2001 году издал содержательный и оригинальный сборник прозаических произведений «Найдал» («Надежда»).
За большой вклад в развитии российского театрального искусства Чингис Цыренович Гуруев был удостоен почётных званий «Заслуженный артист Бурятской АССР» в 1976, «Народный артист Бурятской АССР» в 1990, «Заслуженный артист Российской Федерации» в 2010 году.  Член Союза писателей России (1997), член-корреспондент Петровской Академии наук и искусств (2000), член Союза журналистов России (2000 год).

## Театральные роли
- Лопе де Вега «Чудеса пренебрежения» ― Дон Хуан
- В. Розов «Страницы жизни» ― Анатолий
- Ц. Шагжин «Будамшуу» ― Һорни
- Д. Батожабай «Огненные годы» ― Сергеев, командир Красной армии
- Д. Батожабай «Похождения Урбана» ― Гургалдай
- М. Карим «Страна Айгуль» ― Ричард
- Ц. Шагжин «Клятва» ― Банзад, Сугсэ
- Х.Намсараев «Кнут тайши» ―Второй арестант
- Н. Дамдинов «Доржи Банзаров» ― Сочинитель
- Н. Балдано «Губиин нашан» ― Гуржап
- Н. Дамдинов «Кузнецы победы»
- Д. Батожабай «Залинта аадар»
- Л. Леонов «Ленушка» ―Мамаев
- Г. Мухтаров «Красивая» ―Мулла в шляпе
- А.Салынский «Барабанщица» ― Чуфаров
- М. Карим «Не бросай огонь, Прометей!» ― Эрот
- В.Шукшин «Беседы при ясной луне» ― Костя
- М.Горький «Последние» ― Александр
- Ф. Достоевский «Униженные и оскорбленные» ― Архипов
- Ч. Айтматов «Буранный полустанок» ― Представитель районо
- Н. Гоголь «Ревизор» ― Купец

## Книги и поэтические сборники
- Сборник стихов «Харгы» («Дороги»)
- Сборник стихов «Yндэр тэнгэри» («Высокое небо»)
- Сборник стихов «Хэбэд номхон Хэжэнгэмни» («Родная моя Кижинга»)
- Сборник рассказов «Найдал»
- Сборник стихов «Улаан хада» («Красная гора»)
- Сборник стихов «Yлзы хэшэг» («Благоденствие»)
- Сборник стихов «Хуhахан» («Березка»)
- Сборник стихов «Амин гол»
- Перевод с монгольского языка, книга Балжиннямын Пүрэвдорж «Даяаншын хашалан» - «Притеснение ламы-созерцателя»
- Перевод с монгольского языка,  Ринчинэй Чойном «Туужанууд»- «Повести»: две повести «Гүлгэн»- «Щенок» и «Хара сэсэг»- «Черный цветок»